# Simone Erba
Simone Erba (Monza, 30 agosto 1971) è un ex calciatore italiano, di ruolo attaccante.

## Carriera
Ha giocato in Serie A con il Lecce e in Serie B con il Monza.

## Statistiche

### Presenze e reti nei club
| Stagione       | Club           | Campionato | Campionato | Campionato |
| Stagione       | Club           | Comp       | Pres       | Reti       |
| -------------- | -------------- | ---------- | ---------- | ---------- |
| 1989-90        | Monza          | B          | 0          | 0          |
| 1990-91        | Monza          | C1         | 3          | 0          |
| 1991-92        | Monza          | C1         | 14         | 0          |
| 1992-93        | Monza          | B          | 4          | 0          |
| 1992-93        | Palazzolo      | C1         | 17         | 1          |
| 1993-94        | Leffe          | C1         | 5          | 1          |
| 1993-94        | Lecce          | A          | 6          | 0          |
| 1994-95        | Monza          | C1         | 31         | 4          |
| 1995-96        | Monza          | C1         | 30         | 6          |
| 1996-97        | Monza          | C1         | 30         | 5          |
| 1997-98        | Monza          | B          | 32         | 1          |
| 1998-99        | Monza          | B          | 6          | 0          |
| 1998-99        | Livorno        | C1         | 11         | 0          |
| 1999-00        | Cremonese      | C1         | 31         | 0          |
| 2000-01        | Cremonese      | C2         | 0          | 0          |
| 2000-01        | Pro Patria     | C2         | 24         | 2          |
| 2001-02        | Pro Patria     | C2         | 13         | 0          |
| 2002-03        | Pro Patria     | C1         | 1          | 0          |
| Totale Serie A | Totale Serie A |            | 6          | 0          |

## Palmarès

### Club

#### Competizioni nazionali
- Coppa Italia Serie C: 1

Monza: 1990-1991